# Maurits I van Oldenburg

Familiewapen van Oldenburg

Maurits I van Oldenburg (ca. 1145 - 1209) was graaf van Oldenburg van 1167 tot 1209. Hij was een zoon van Christiaan I de Strijdbare van Oldenburg (1123-1167) graaf van Oldenburg en Kunigunde Versfleht van Stotel.
Hij trouwde met Salome van Wickerode, geboren in 1150. Zij was een dochter van Otto II van Wickrath en Adelheid van Hochstaden. Kunigunde had als weduwe een relatie met Godfried heer van Ahaus.
Uit zijn huwelijk zijn 6 kinderen geboren:
- Christiaan II van Oldenburg (- 1233). Hij trouwde met Agnes van Altena van Isenberg. Zij was een dochter van Arnold van Altena graaf van Isenberg (1150-1209) en Mathilde van Holten (ca. 1150 - ca. 1225). Uit hun huwelijk zijn de volgende kinderen geboren:
  - Johan I van Oldenburg graaf van Oldenburg-Delmenhorst (1215-1270). Hij trouwde met Richardis van Hoya-Stumpenhausen (ca. 1205-). Zij was een dochter van Hendrik II graaf van Hoya.
    - Christiaan III van Oldenburg graaf van Oldenburg-Oldenburg (1245-1285). Hij trouwde met Jutta van Bentheim (1265-). Zij was een dochter van Otto II, graaf van Bentheim (ca. 1205-1279).
    - Otto II van Oldenburg graaf van Oldenburg-Delmenhorst (1250-1304)
    - Hedwig van Oldenburg (ca. 1252 - 7 november 1295). Zij trouwde met Egbert I van Bentheim (ca. 1253 - vermoord ca. 1311). Hij was de zoon van Otto II, graaf van Bentheim (ca. 1205-1279) en Heilwig von Tecklenburg (1219-1264)

  - Otto van Oldenburg, abt van het St. Pauls klooster te Bremen 1260-1267 en 10e abt van Rastede 1267-1285.
- Otto I van Oldenburg (ca. 1175 - 1251) graaf van Oldenburg. Hij trouwde met Mechtild van Woldenberg, dochter van Hoier graaf van Wöltelingerode en Woldenberg.
  - Hendrik III van Oldenburg (-1255). Overleden zonder nageslacht.
  - Salome van Oldenburg. Zij trouwde op 7 juli 1248 met Gerbert graaf van Stotemet.
- Hedwig van Oldenburg. Zij trouwde Hildebold II graaf van Wunstorf en Lemmer (ca. 1170 - 1228). Hij was een zoon van Konrad graaf van Roden van 1160 tot 1200 en Cunigunde van Hagen.
  - Hildebold Aartsbisschop van Bremen (1258-1273). Zie: Lijst van Bisschoppen van Bremen
- Cunigonda van Oldenburg, (ca. 1204 - 29 oktober 1260) trouwde ca. 1220 met Gijsbert III van Bronckhorst.
- Salome van Oldenburg abdes van Bassum
- Oda van Oldenburg. Zij is vermoedelijk voor 1218 getrouwd met Rudolf von Stotel (ca. 1180-)

Hij werd begraven in klooster Rastede.